# Slovenska nacionalna stranka
Slovenska nacionalna stranka (SNS), "Slovenska nationella partiet", är ett nationalistiskt politiskt parti i Slovenien, grundat den 17 mars 1991. Partiet är inte medlem i något europeiskt parti och misslyckades med att ta något mandat i Europaparlamentet vid Europaparlamentsvalet 2004.
I det nationella parlamentsvalet 2008 fick partiet fem mandat, vilket är ett mandat färre än vid föregående parlamentsvalet 2004.